# Transpod
Transpod Inc. är ett kanadensiskt bolag som designar och tillverkar teknik och farkoster för ultrahöghastighetstransport.
Transpods farkoster designas för att med 100% elektrisk framdrift transportera passagerare och gods mellan städer i över 1000 km/h. Det föreslagna systemet förutspås bli ett snabbare och koldioxidfritt alternativ till flyg och vägfordon. Farkosterna är utformade för att färdas genom en rörledningsbana, liknande ett hyperloop system men med vissa förändringar baserat på magnetisk levitation snarare än luftlager, för att främja fordonets stabilitet.
I november 2016 fick Transpod 15 miljoner dollar i startkapital från Angelo Investments, ett italienskt high-tech holdingbolag som specialiserat sig på avancerad teknik inom rymd-, flyg- och järnvägsindustri. Företaget har sedan dess expanderat från Toronto i Kanada, för att öppna nya kontor i Toulouse i Frankrike och Bari i Italien.
I september 2017 blev ett konferensbidrag av Transpod publicerat i den vetenskapliga tidskriften Procedia Engineering. Konferensbidraget visades vid European Association for Structural Dynamics konferens EURODYN 2017 och presenterade grundläggande designelement i Transpods transportsystem.

## Teknik
Transpods rörsystem utvecklas för att transportera farkoster i hastigheter över 1000 km/h. År 2016 tillkännagavs Transpods system innehållandes aerodynamiska system och framdrivningssystem för att minska friktionen jämfört med tåg, bilar och flyg, och transportera passagerare i än högre hastigheter. Transpods teknik är utformad för att vara kompatibel med förnybara energikällor såsom solenergi, kompletterat med el från regionala nätanslutningar. Transpod anger att syftet med detta är för att minska koldioxidutsläpp.
För att uppnå fossilfri framdrift utnyttjar Transpods farkoster elektrisk linjärmotor med aktiv realtidskontroll  och sensorsystem för rumsuppfattning.
Transpods rörsystem skiljer sig från det hyperloop koncept som Elon Musk föreslog genom sitt Hyperloop Alpha White Paper. Till skillnad från hyperloop, använder Transpods system rörliga elektromagnetiska fält för framdrift av farkosten stabilt svävandes ovanför bottenytan, istället för med tryckluft.
Farkoster för passagerare innehåller säten, medan farkoster för gods har en lastningsanpassad interiör. Varje farkost innefattar en flygplansliknande flygkroppmed tryckkabin för atmosfärisk luftcirkulation och kontroll och framdrivnings, styr- och reglersystem för att fungera vid hastigheter över 1000 km/h inneslutet i en skyddad rörledningsbana. Rören är placerade i par för att tillåta dubbelriktade resor.
Transpods farkoster för gods är utformade för att bära 10-15 ton nyttolast och är kompatibla med europapall och flygcontainrar såsom LD3 och AAA.
På farkostens front sitter en axialkompressor för att minska luftmotståndet vid framdrift genom rörledningsbanan. Även i lågt lufttryck existerar en liten mängd luft i rörledningen som annars skulle orsaka luftmotstånd vid hög hastighet. Kompressorn avleder med hög hastighet luftflödet genom kanaler i farkosten ut genom ett munstycke längst bak, vilket således reducerar luftmotståndets effekt.
De dynamiska krafter som vid hög hastighet påverkar fordonet övervakas av ett internt ledningssystem. Avvikelser i farkostens kurs avkänns och spåras genom en kombination av tröghetssensorer och optiska sensorer. Transpods system använder sense-space processering och realtidssystem med algoritmer för datorseende.
På Innotrans tågmässa i Berlin 2016 premiärvisade Transpod sitt farkostkoncept, tillsammans med implementeringen av Coelux-teknik - ett konstgjort takfönster för att efterlikna naturligt solljus i passagerarinteriören.

## Testbana i Frankrike
Transpod har meddelat planer för en testbana som ska byggas i staden Droux nära Limoges i samarbete med det franska departementet Haute-Vienne. Den föreslagna provbanan blir strax över 3 km lång och fungerar som ett halvskalsystem med 2 meter i diameter. I februari 2018 meddelade Vincent Leonie, vice ordförande i Limoges Métropole och vice borgmästare i Limoges att avtal om organisationen "hyperloop Limoges" har tecknats för att främja och påskynda tekniken.

## Organisation

### Finansiering och partnerskap
I november 2016 säkrade Transpod $15 miljoner dollar i såddfinansiering från Angelo Investments. Som en del av samarbetet  kommer Angelo Investments medlemsföretag SITAEL, Mer Mec och Blackshape Aircraft bli viktiga industriella partners med Transpod och samarbeta med utveckling och testning av Transpods rörsystem.
Transpods kontor i Toronto ligger i MaRS Centre, hem för MaRS Discovery District. 
Transpods italienska kontor i Bari, Italien är hem för kommersiella och industriella partners från Angelo Investments. Transpod arbetar där med SITAEL, Blackshape och MERMEC för testning och utveckling.
Transpods franska kontor ligger i Toulouse, ett nav för den europeiska flygindustrin. Transpod samarbetar dessutom med ingenjörskonsultföretaget IKOS, och arkitektfirman REC Architecture som också båda är centrerade i området kring Toulouse.
I juni 2017 meddelade Transpod ett samarbete med Liebherr-Aerospace för att stödja forskning, utveckling och produktion av termodynamiska system för farkosten och dess kabin.

### Styrning
Sebastien Gendron är VD och grundare av Transpod.
Ryan Janzen är CTO och medgrundare av Transpod. Janzen är också kompositör av orkestermusik, och var den första kompositören att skapa musik för instrumentet hydraulophone.

## Planerade transportsträckor
Transpod har planer på att utveckla sträckor världen över, och utforma sträckor mellan internationella städer. I exempelvis Kanada designar Transpod sträckor för korridorer mellan Toronto-Montreal, Toronto-Windsor, och Toronto-Waterloo i Ontario och Quebec, liksom korridoren mellan Calgary-Edmonton i Alberta. Transpod förbereder sig för att bygga en testbana i Kanada. Denna teststräcka ska ha möjlighet att förlängas och är tänkt att, med hjälp av en kombination av privata och offentliga medel, kunna bli en del av en fullständig korridor.
I juni 2017 avtäcktes de första koncepten för en stationsbyggnad, baserat på ett framtida knutpunkt i Toronto i distriktet Port Lands. I juni 2017 meddelade regeringarna i Toronto, Ontario och Kanada en gemensam finansieringsplan på $1185 miljoner för att återuppliva detta område med ny utveckling och infrastruktur. Transpods stationsdesign utvecklas i samarbete med REC Architecture.

### Toronto-Windsor Corridor
I juli 2017 släppte Transpod en initial kostnadstudie som i stora drag redovisar genomförbarheten av att bygga en hyperlooplinje i sydvästra Ontario mellan städerna Windsor och Toronto. Regeringen i Ontario tillkännagav en miljöbedömning för en höghastighetsjärnväg för denna sträcka i maj 2017 längs samma transportkorridor. Kostnadsstudien påvisar att TransPods rörsystem antas kosta hälften så mycket som de beräknade kostnaderna för en höghastighetsbana längs samma korridor, men samtidigt ha en toppfart över 4 gånger snabbare än höghastighetståg.